# 1881 في إسبانيا
فيما يلي قوائم الأحداث التي وقعت خلال عام 1881 في إسبانيا.

## أحداث
- 21 أغسطس – الانتخابات الإسبانية العامة 1881

## سياسة

### تعيين في المنصب
- 1 يناير – أنطونيو مورا member of the Congress of Deputies  [لغات أخرى]‏.

## مواليد

### فبراير
- 28 فبراير – فرناند سانز

### مارس
- 6 مارس – ماريا بلانشارد فنانة إسبانية.[1]

### أكتوبر
- 25 أكتوبر – بابلو بيكاسو رسام ونحات وفنان تشكيلي أسباني.[2]

### ديسمبر
- 24 ديسمبر – خوان رامون خيمينيث شاعر إسباني.[3]

## وفيات

### يوليو
- 1 يوليو – بينتورا رويث أجيليرا (مواليد 1820) شاعر إسباني.[4]